# Station Krobia
Station Krobia is een spoorwegstation in de Poolse plaats Krobia.